# Ogden, Kansas
Ogden là một thành phố thuộc quận Riley, tiểu bang Kansas, Hoa Kỳ. Năm 2010, dân số của xã này là 2087 người.

## Dân số
Dân số các năm:
- Năm 2000: 1762 người
- Năm 2010: 2087 người